# II. třída okresu Hradec Králové 2013/2014
V utkáních II. třídy okresu Hradec Králové 2013/2014, jedné ze skupin 8. nejvyšší fotbalové soutěže v Česku, se utkalo 14 týmů dvoukolovým systémem podzim – jaro. Tento ročník začal v srpnu 2013 a skončil v červnu 2014.
Postup do I. B třídy Královéhradeckého kraje 2014/2015 si zajistil vítězný tým TJ Sokol Nepolisy. Sestoupil poslední tým TJ Sokol Sendražice.

## Konečná tabulka II. třídy okresu Hradec Králové 2013/2014
| Poř. | Tým                              | Z  | V  | R | P  | VG  | OG  | B  |
| ---- | -------------------------------- | -- | -- | - | -- | --- | --- | -- |
| 1.   | TJ Sokol Nepolisy                | 26 | 20 | 3 | 3  | 107 | 34  | 63 |
| 2.   | TJ Sokol Myštěves                | 26 | 17 | 4 | 5  | 71  | 29  | 55 |
| 3.   | TJ Spartak Kosičky               | 26 | 14 | 3 | 9  | 73  | 59  | 45 |
| 4.   | FC Slavia Hradec Králové „B“ (N) | 26 | 12 | 7 | 7  | 53  | 45  | 43 |
| 5.   | TJ Sokol Dohalice                | 26 | 12 | 4 | 10 | 54  | 59  | 40 |
| 6.   | TJ Sokol Stěžery (N)             | 26 | 10 | 8 | 8  | 63  | 43  | 38 |
| 7.   | FK Chlumec nad Cidlinou „B“      | 26 | 12 | 0 | 14 | 51  | 72  | 36 |
| 8.   | SK Čechie Hlušice                | 26 | 10 | 5 | 11 | 51  | 45  | 35 |
| 9.   | TJ Sokol Kratonohy „B“ (S)       | 26 | 10 | 4 | 12 | 61  | 60  | 34 |
| 10.  | SK Bystřian Kunčice „B“          | 26 | 10 | 3 | 13 | 54  | 64  | 33 |
| 11.  | AFK Probluz                      | 26 | 10 | 2 | 14 | 65  | 87  | 32 |
| 12.  | FC Nový Hradec Králové „B“       | 26 | 9  | 3 | 14 | 39  | 82  | 30 |
| 13.  | TJ Sokol Lovčice                 | 26 | 9  | 2 | 15 | 61  | 54  | 29 |
| 14.  | TJ Sokol Sendražice              | 26 | 2  | 2 | 22 | 39  | 109 | 8  |

Poznámky:
- Z = Odehrané zápasy; V = Vítězství; R = Remízy; P = Prohry; VG = Vstřelené góly; OG = Obdržené góly; B = Body; (S) = Mužstvo sestoupivší z vyšší soutěže; (N) = Mužstvo postoupivší z nižší soutěže (nováček)

|  | Postup do I. B třídy Královéhradeckého kraje 2014/2015 |
|  | Sestup do III. třídy okresu Hradec Králové 2014/2015   |